# 小島町 (いわき市)
小島町（おじままち）は、福島県いわき市の町丁である。郵便番号は973-8411。

## 地理
いわき市中央部の内郷地区に属する。北で平、東で平谷川瀬、南から西にかけ内郷小島町とそれぞれ隣接する。二級水系夏井川水系新川右岸部の平地に位置する。平南部第一土地区画整理事業により内郷小島町、平より分離新設された区域であり、都市計画道路として整備されたいわき市道内郷平線の開通に伴い、住宅地や商業地として発展した地域である。西側より一～三丁目が設置されている。東隣の平谷川瀬と合わせ、平中心部南側の市街地の一角を成す。内郷御厩町内に所在するいわき中央警察署及び内郷高坂町に所在する内郷消防署がそれぞれ管轄にあたる。

### 河川
- 新川（二級水系夏井川水系）

## 歴史
- 1976年 - 平南部第一土地区画整理事業により内郷小島町、平より小島町として分離新設される[4]。

## 世帯数と人口
2023年10月31日現在の世帯数と人口は以下の通りである。
| 大字   | 世帯数  | 人口   |
| ------ | ------- | ------ |
| 小島町 | 523世帯 | 1010人 |

## 小・中学校の学区
市立小・中学校に通う場合、学区は以下の通りとなる。
| 番地 | 小学校                 | 中学校                 |
| ---- | ---------------------- | ---------------------- |
| 全域 | いわき市立平第一小学校 | いわき市立平第一中学校 |

## 交通

### 道路
- 一級市道内郷平線
- 一級市道好間町小島線
  - 小島橋

## 施設
- 福島県保健衛生協会
- 不二家 いわき小島店
- ほっともっと たいら小島町店
- 小島第一公園
- 小島第二公園